# Patricia Guerrero (Tänzerin)

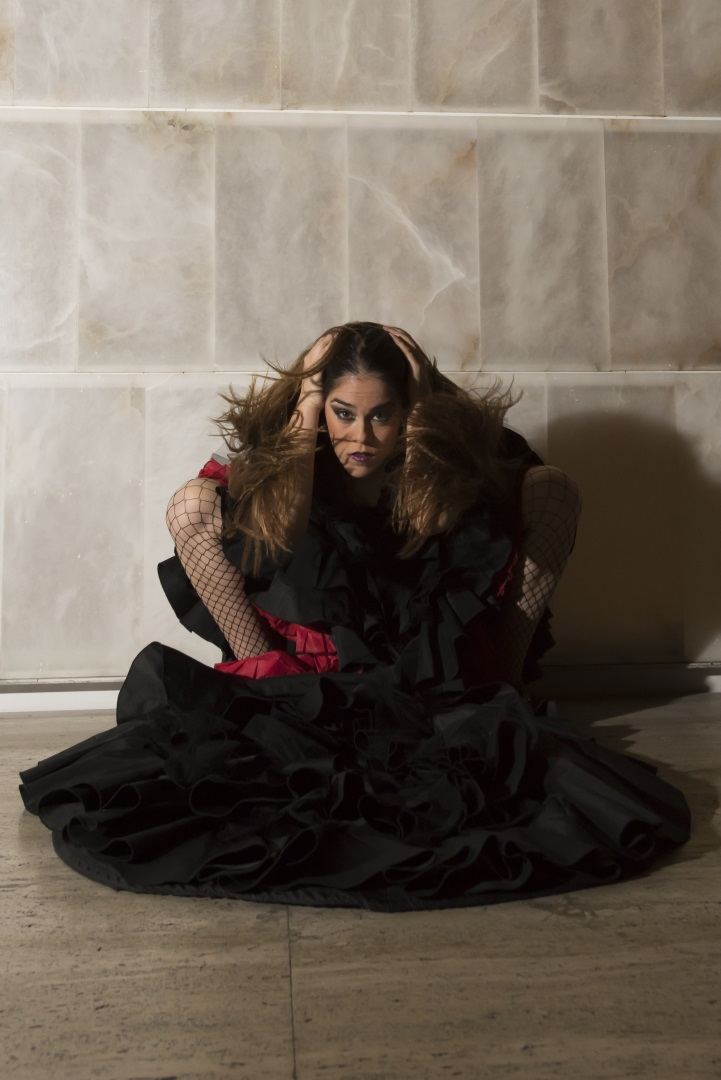
Patricia Guerrero, 2021

Patricia Pérez Guerrero (* 27. Februar 1990 in Granada) ist eine spanische Flamenco-Tänzerin, zeitgenössische Tänzerin und Choreografin. 2021 wurde sie mit dem Premio Nacional de Danza, dem spanischen Nationalpreis für Tanz, ausgezeichnet.

## Leben und Karriere
Patricia Guerrero wurde im granadinischen Stadtteil Albaicín als Tochter der Flamenco-Tänzerin und -Lehrerin María del Carmen Guerrero geboren. Bereits mit drei Jahren wurde sie von der Mutter in deren eigener Flamenco-Tanzschule unterrichtet. Mit acht Jahren hatte sie ihren ersten öffentlichen Auftritt im Tablao Peña La Platería. Mit fünfzehn Jahren wurde sie in das von Mario Maya geleitete Centro de Estudios Flamencos aufgenommen. Die Mitgliedschaft in dessen Ensemble bot ihr die Möglichkeit, auf den großen Theaterbühnen und Festivals in ganz Spanien aufzutreten.
2005 gewann sie den Flamenco-Wettbewerb der Stadt Ubrique. Im Alter von 17 Jahren gewann sie 2007 den Premio Desplante beim Festival del Cante de las Minas in La Unión. Dieser Preis öffnete ihr die internationale Bühne und ermöglichte ihr solistische Auftritte bei den großen Festivals von Jerez de la Frontera, Düsseldorf, Granada und Sevilla. 2010 schloss sie sich der Kompanie von Rubén Olmo an. Im folgenden Jahr engagierte sie Rubén Olmo als Primaballerina für das von ihm geleitete Ballet Flamenco de Andalucía. In jener Zeit wurde sie von Carlos Saura als Tänzerin für seinen Kinofilm Flamenco hoy! engagiert. Sie arbeitete mit dem Flamenco-Sänger Arcángel zusammen und trat in seinen Shows Olor a tierra und Las idas y las vueltas auf. Für den letztgenannten Auftritt wurde sie 2012 bei der Biennale von Sevilla mit dem Giraldillo für die beste Nachwuchs-Tänzerin ausgezeichnet. Später wurden ihre Auftritte fester Bestandteil von Arcángels Show im Teatro Real von Madrid.
2013 trat sie mit ihrer eigenen Produktion Latidos del agua im Theater der Alhambra in Granada auf. Gemeinsam mit dem Geiger und Komponisten Bruno Axel schuf sie Touché und tourte mit diesem Stück auf Musik- und Tanzfestivals. Ein Jahr später lud Belén Maya sie als Teilnehmerin ihrer Show Los invitados ein. Auch bei den Shows von Dani de Morón und Antonio Rey trat sie als Gast-Künstlerin auf. 2015 tanzte sie als Solistin in dem Stück Cuando sueñan los ríos am Théâtre national de Chaillot in Paris auf. Beim 20-jährigen Jubiläum des Festivals von Jerez de la Frontera präsentierte sie 2016 Pórtico. Das Stück fand seine Fortsetzung in Catedral, das sie auf der Biennale von Sevilla uraufführte. Damit gewann den Giraldillo für die beste Show und wurde zweifach für die Premios Max 2017 nominiert, darunter als beste weibliche Tänzerin. Im selben Jahr tanzte sie in D. Quixote auf der Biennale d'Art Flamenco am Théâtre de Chaillot.
2021 tanzte sie als Gaststar die Titelrolle in der Produktion La Bella Otero des Ballet Nacional de España. Im selben Jahr wurde sie gemeinsam mit Sol León mit dem Premio Nacional de Danza ausgezeichnet. 2023 wurde sie als künstlerische Direktorin des Ballet Flamenco de Andalucía berufen.

## Stil
Patricia Guerrero vertritt eine offene, die Grenzen des klassischen Flamenco überschreitende Kunstauffassung. Statt alleine von ihrer perfekten Flamenco-Technik zu profitieren, sucht sie körperlich und emotional die Erweiterung ihrer Möglichkeiten. Sie nahm dazu unter anderem Kurse in zeitgenössischen Tanz in Berlin und in Japan. Dem entsprechend bietet auch ihr Tanzstück Deliranza für sieben Personen, das sie 2022 beim Flamenco-Festival von Mont-de-Marsan zur Uraufführung brachte, eine Öffnung des Flamenco hin zum zeitgenössischen Tanz.
Mit der Inszenierung Origen. La semilla de los tiempos knüpft sie mit dem Ballet Flamenco de Andalucía an barocke Wurzeln des Flamenco an.

## Auszeichnungen
- 2007: Premio Desplante, Festival del Cante de las Minas, La Unión
- 2012: Giraldillo für die beste Nachwuchs-Tänzerin bei der Biennale von Sevilla
- 2016: Premio Venencia Flamenca
- 2016: Giraldillo für die beste Aufführung bei der Biennale von Sevilla
- 2017: Premios Max: Nominiert als beste weibliche Tänzerin
- 2017: Premio Granada Coronada – Diputación de Granada.
- 2017: Premio Compás del Cante Joven
- 2019: Premios Max: Finalistin als die beste weibliche Interpretin, beste Aufführung, beste Choreografie
- 2021: Premio Nacional de Danza